# Entente dos Balcãs
A Entente (ou Pacto) dos Balcãs (português europeu) ou Bálcãs (português brasileiro) foi um pacto firmado em 9 de fevereiro de 1934 pela Iugoslávia, Romênia, Turquia e Grécia para proteger a integridade territorial frente a pretensões anexionistas da Bulgária e Hungria. A Segunda Guerra Mundial deixou-lhe sem efeito.[carece de fontes?]

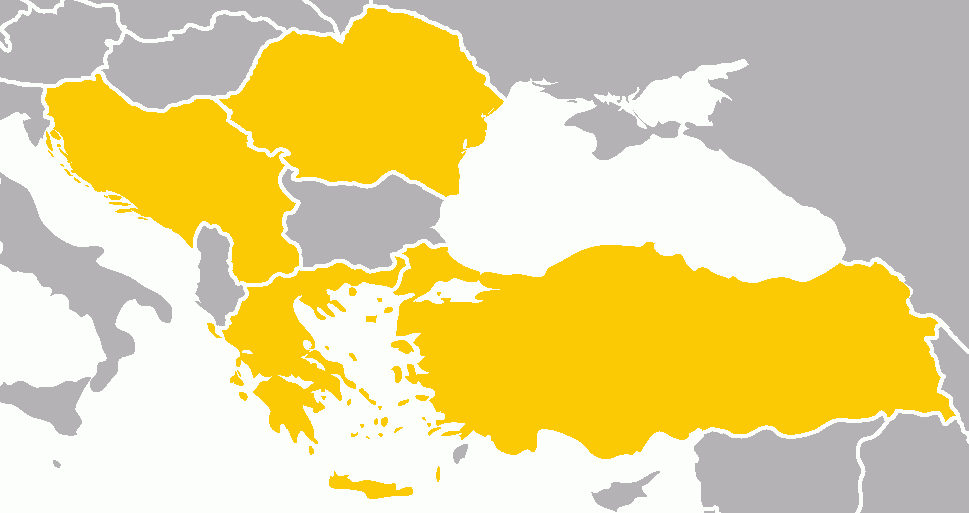
Membros da Entente dos Bálcãs.

Pelo pacto, que visava manter o status quo geopolítico na região após a Primeira Guerra Mundial, os signatários concordaram em suspender todas as reivindicações territoriais disputadas contra uns aos outros e seus vizinhos imediatamente após o rescaldo da guerra e do aumento das tensões regionais entre as várias minorias étnicas. Outras nações da região que estiveram envolvidas na relacionada diplomacia recusaram a assinar o documento, incluindo a Itália, Albânia, Bulgária, Hungria e União Soviética. Os não signatários tinham na maior parte governos com interesses de expansão territorial. O pacto tornou-se efectivo no dia em que foi assinado. Foi registrado pelo Tratado de Série da Liga das Nações em 1 de outubro de 1934.
O Pacto dos Bálcãs ajudou a garantir a paz entre a Turquia e os países independentes no sudeste da Europa, que fizeram parte do Império Otomano, sendo o mais importante a Grécia, mas não conseguiu travar a intriga regional que incentivou a intervenção militar da Alemanha, Grã-Bretanha e da União Soviética durante a Segunda Guerra Mundial.[carece de fontes?]